# Geiger (månekrater)
 For alternative betydninger, se Geiger. (Se også artikler, som begynder med Geiger)
Geiger er et nedslagskrater på Månen. Det befinder sig på Månens bagside og er opkaldt efter den tyske fysiker Johannes H.W. Geiger (1882 – 1945).
Navnet blev officielt tildelt af den Internationale Astronomiske Union (IAU) i 1970.

## Omgivelser
Geigerkrateret ligger sydvest for det meget større Keelerbassin og lidt længere væk nordøst for det enorme Gagarinbassin. Mod syd ligger Cyranokrateret.

## Karakteristika
Krateret er ikke ganske symmetrisk, men har små udadgående buler mod nord og nordøst. Mod sydøst er randen mindre vel aftegnet end resten. Den nordlige, indre kratervæg breder sig en del mere end den øvrige og dækker omkring en tredjedel af kraterbunden. Denne er ellers forholdsvis jævn og kun mærket af nogle få småkratere.

## Satellitkratere
De kratere, som kaldes satellitter, er små kratere beliggende i eller nær hovedkrateret. Deres dannelse er sædvanligvis sket uafhængigt af dette, men de får samme navn som hovedkrateret med tilføjelse af et stort bogstav. På kort over Månen er det en konvention at identificere dem ved at placere dette bogstav på den side af satellitkraterets midte, som ligger nærmest hovedkrateret. Geigerkrateret har følgende satellitkratere:
| Geiger | Længde  | Bredde   | Diameter |
| ------ | ------- | -------- | -------- |
| K      | 16,0° S | 159,9° Ø | 11 km    |
| L      | 16,3° S | 159,3° Ø | 6 km     |
| R      | 15,7° S | 156,5° Ø | 40 km    |
| Y      | 12,7° S | 158,1° Ø | 29 km    |

## Måneatlas
- Billeder af Geigerkrateret i LPI-måneatlasset